# Svatba a rozvod za jeden den
Svatba a rozvod za jeden den [aneb Angiolina] (v italském originále Matrimonio e divorzio in un sol giorno [ossia Angiolina]) je opera buffa (dramma giocoso per musica) o dvou jednáních českého skladatele Františka Josefa (Benedikta) Dusíka na libreto Gaetana Sertora. Její premiéru uvedlo v létě 1810 turínské divadlo Teatro Sutera.

## Vznik, charakteristika a historie
Skladatel František Josef Dusík po pobytu v Lublani (1790–1800) opustil toto město a svou rodinu a v následující době Napoleonských válek pobýval na různých místech v severní Itálii, kde působil jako vojenský kapelník u různých vojsk a současně komponoval pro italská divadla opery, vesměs v žánru opera buffa. Zpočátku působil v Benátkách, poté zejména v Lombardii a počátkem 2. desetiletí 19. století v Piemontu, jak dokládají místa premiér jeho oper z této doby (Milán, Brescia, Bergamo, Cremona, Turín, Alessandria). V roce 1810 pobýval v Turíně a uvedl tam dvě komické opery v menších divadlech: nejprve v dubnu v divadle Teatro d'Angennes operu Kdo chce vidět příliš, přijde o zrak, a o něco později, v letní divadelní sezóně, operu Svatba a rozvod za jeden den. Tu uvedl v nevelkém divadle postaveném roku 1793, které se v té době jmenovalo pode majitele Teatro Sutera; později fungovalo pod jménem Teatro Rossini až do roku 1941, kdy bylo zničeno požárem.
Dusík tentokrát použil již existující starší libreto, jehož autorem byl florentský abbé Gaetano Sertor (1741–1805), v té době již mrtvý. Sertor napsal řadu libreto pro soudobé skladatele, jako byli Giovanni Paisiello, Pietro Alessandro Guglielmi, Francesco Bianchi, Pasquale Anfossi nebo Johann Friedrich Reichardt. Libreto s původním názvem Il divorzio senza matrimonio, ossia La donna che non parla (Rozvod bez manželství aneb Nemluvná žena) bylo napsáno pro skladatele Giuseppa Gazzanigu, jehož opera měla premiéru 5. února 1794 v Modeně. Příběh zaujal více soudobých skladatelů a před Dusíkem jej zhudebnili – pod různými názvy – Giovanni Battista Longarini (Lisabon 1797), Antonio Salieri (Vídeň 1800) a Valentino Fioravanti (Lisabon 1803); zejména Salieriho verze dosáhla značné popularity.
Spolu s touto operou se podle libreta hrál hrdinsko-komický balet Li Circassi (Čerkézové) v choreografii Luigiho Montaniho; kdo složil jeho hudbu, libreto neuvádí, avšak je známo, že Dusík psal baletní hudbu v jiných případech a dusíkovský badatel Matjaž Barbo domnívá, že mohl být autorem hudby i v tomto případě. O ohlasu a případných jiných inscenacích této opery nejsou zprávy, její libreto a partitura se však dochovaly.

## Osoby a první obsazení
| osoba                                                  | hlasový obor | premiéra (léto 1810) |
| ------------------------------------------------------ | ------------ | -------------------- |
| Baron Valerio, hypochond, postarší bohatý voják        | bas buffo    | Gerolamo Donati      |
| Leandro, jeho synovec, chudák, milující Angiolinu      | tenor        | Luigi Riccardi       |
| Angiolina, slušná, ale chudá dívka, milující Leandra   | soprán       | Antonietta Mosca     |
| Cicala, baronův vlásenkář                              | bas buffo    | Angelo Ranfagna      |
| Lucinda, Angiolinina přítelkyně                        | alt          | Carolina Nagher      |
| Clarice, Angiolinina přítelkyně                        | soprán       | Luigia Casati        |
| Ottavio, Leandrův přítel a baronův starý spolubojovník | bas buffo    | Gaetano Marconi      |
| Služebnictvo, muzikanti                                |              |                      |
| Kostýmy: Domenico Bechis, Carlotta Razan               |              |                      |
| Choreografie: Luigi Montani                            |              |                      |

## Děj opery
(Odehrává se v sále baronova domu.)

### 1. dějství
Baron Valerio býval důstojníkem, po válečných zkušenostech však trpí posttraumatickou stresovou poruchou a jakýkoli hluk v něm vyvolává úzkost. Proto bydlí v ústraní v odlehlém domě se svým synovcem a dědicem Leandrem, který si chce vzít za ženu chudou dívku Angiolinu. Leandro však strýce rozčiluje svým veselím, smíchem a zpěvem.
Nyní se baron rozhodl oženit a mít vlastní děti, čímž by zmařil Leandrovy naděje na dědictví, a znemožnil mu tak svatbu s Angiolinou. Ke zdrcenému synovci se sbíhají starý baronův přítel Ottavio a Angiolininy kamarádky Lucinda a Clarice, litují ho a baronův záměr považují za bláznovství (introdukce Oh che fiero contratempo). Ottavio slibuje, že s baronem promluví, ač si kvůli baronově paličatosti nedělá velké naděje.
Přichází baronův kadeřník Cicala, muž mnoha schopností (árie Mesdames, Messieurs). Je Angiolininým přítelem, proto nelenil a vymyslel lest, jak mladým milencům pomoci. – Baron si libuje, jak je v jeho domě ticho a klid (árie Grazie al Ciel, quì alcun non sento). Ottavio se mu snaží myšlenky na svatbu rozmluvit. Poukazuje zejména na to, že ženy jsou z přirozenosti hlučné. Ale čím více ho baronova neústupnost nutká zvyšovat hlas, tím víc ho baron odmítá poslouchat. Nato mluví s Ottaviem Cicala: jen on je schopen barona od záměru odradit a zařídit sňatek Leandra s Angiolinou. Ottavio mu slibuje součinnost.
Vchází Angiolina. Nehodlá vyčkávat v závětří, ale pomoci si sama (árie Donne mie, chi non s'ajuta). A to tím, že bude hrát hlavní roli v Cicalově intrice. Cicalo ji hodlá baronovi nabídnout za nevěstu a nyní kontroluje, zda Angiolinin oděv a chování vyvolávají kýžený dojem (árie Quelle veste senza coda). Nezasvěcený Leandro je překvapen, že zde nachází svou milou s Cicalou, a vyděsí se myšlenkou, že se má Angiolina stát jeho tetou. Cicala ho uklidňuje a hned mu dává úkoly (árie Perchè in buon ordine). Leandro si není jist, jestli má Cicalovi věřit, a Angiolina je jeho nedostatkem důvěry v její lásku uražena. Leandro je vším zmaten a uposlechne pokynům ale s obavami (árie Amor, pietoso nume).
Cicala nejprve baronovi tajně podstrčí anonymní dopis varující ho, že Leandro chce ještě dnes v noci unést jeho nevěstu. Baron se rozčiluje. Nato mu Cicala přivádí notáře (Ottavia v přestrojení) a vyhlédnutou nevěstu Angiolinu. Ta se chová upejpavě, stěží utrousí slova, a to ještě tak tiše, že ji baron sotva slyší. Jejími jedinými zálibami jsou údajně domácí práce a četba. Baron je tichou nevěstou nadšen a ihned se s notářem a Angiolinou dohodnou na sňatku (kvartet Oh che raro avvenimento!). Zatímco baron a Angiolina podepisují svatební smlouvu, Cicala, Leandro a Ottavio připravují druhou fázi léčky. Když se novomanželé vrátí, začne „notář“ hlučně kašlat a baron ho vyhání. Tu se ale hlasitě vzepře novopečená paní baronka. Ukáže se, že mluví nejen hodně, ale hezky nahlas a překvapivě rázně: okamžitě se prohlašuje za paní domu (árie Rispettosa, obediente).
Baron si zděšeně stěžuje Ottaviovi (který se vrátil ve svém běžném oděvu), že se z jeho manželky vyklubala druhá Semiramis. Bojí se, že ho manželství brzy přivede do hrobu, ale Ottavio neprojevuje soucit. Do domu navíc přicházejí Lucinda a Clarice, které prý Angiolina pozvala a které budou následovat další přátelé a příbuzní (kvartet Per cagione d'una donna). Angiolina se raduje, ráda vidí barona v úzkých (kvartet La scena ho goduta). Baron chce Angiolině zakázat další hosty, ale ta ho ignoruje a přebírá velení nad vším služebnictvem.
Na Angiolinin pokyn vstoupí „turecká“ kapela s řízným pochodem. Baron, bledý jako křída, se cítí v agonii a prosí, aby ho těchto zvuků ušetřili nebo alespoň nechali odejít, ale všichni ho zadržují a zpívají z plna hrdla s kapelou tureckou píseň (finále: turecký pochod, scéna Coll'amabile sposina a turecká píseň Quando Turco allegro stara).

### 2. dějství
Leandro zpravuje Ottavia a Lucindu o strýcově stavu: baron prosí o slitování a o radu, jak z manželství vycouvat. Lucinde Leandra ujišťuje, že mu a Angiolině bude nadále pomáhat (árie Voi siete finora). Leandro se ptá Ottavia, zda strýc již hovoří o rozvodu, ale Ottavio míní, že je ještě třeba zatlačit na pilu. Cicala a Angiolina si navzájem blahopřejí k důmyslné lsti (duet Un certo poeta).
Baron si opět stěžuje Ottaviovi na ženu i na služebnictvo, jež odepírá poslušnost, ale Ottaviovou jedinou radou je trpělivě mlčet. Leandro strýci k jeho zděšení tvrdí, že Angiolina pozvala architekty a stavebníky a že chce dům zbořit a přestavět podle svého vkusu. Angiolina sama přichází a naoko se lísá k baronovi. Když baron zuří, Angiolina naznačuje, že se zbláznil a je třeba ho zbavit svéprávnosti. Hodlá ho léčit zpěvem, ke kterému přizývá všechny ostatní. Nato vpadne Cicala převlečený za opilého vojenského kapitána; chová se k baronovi jako ke starému známému a připomíná mu zvuky bitev (scéna Poverino! In tale stato). Pak sloužící přivádějí nejrůznější zvířata a ptactvo, které budou podle Angioliny nyní dělat v domě společnost (árie Questi sono i miei diletti).
Baron prchne a ostatní chválí Cicalu za jeho nápady. Jejich plán vstupuje do poslední fáze, kdy se Cicala a Ottavino budou vydávat za rozvodové advokáty. Leandro dosud pochybuje o úspěchu celé akce, ale Angiolina ho upokojuje (duet Non temer, amato bene).
Baron přijímá oba údajné advokáty. Ti vylučují jeden z důvodů pro rozvod za druhým, až nic nezbude. Baron je zcela zoufalý (árie Le parole più non trovo). Chce zajít sám k soudu, ale žádný sluha ho není ochoten odvézt ani doprovodit a navíc zjistí, že vrátný dostal nakázáno nepustit ho ven. Angiolina navíc vbíhá se srdceryvným pláčem a stížnostmi, že ji proradný manžel chce hned po svatbě opustit. Její přítelkyně ji podporují a haní užaslého barona. Zato Leandro a oba „advokáti“ ujišťují barona o svém soucitu a ochotě mu pomoci. Konzultují Angiolinu a vracejí se s nabídkou řešení: jestliže dá baron své choti věno a jiného manžela, svolí k rozvodu. Baron ihned souhlasí s věnem, a pokud jde o manžela, snaží se uprosit Leandra. Ten nejprve dělá drahoty a pak se odhodlá obětovat, avšak připomíná, že Angiolina ho nebude chtít, když je nemajetný. Na Cicalovu radu má baron popustit synovci polovic svého majetku, aby se Angioliny zbavil.
Baron vše podepisuje a všichni se radují, že krtek je v pasti. Nato Cicala a Ottavio odkládají své převleky a baron zjistí, že byl obelstěn. Chce Leandrovo obdarování zrušit, ale Angiolina mu hrozí, že v tom případě zůstane jeho manželkou, takže baron rychle ustoupí. Byla to pro něj velká lekce, již nikdy se nebude pokoušet oženit (finále Oh dio! Mi passa il core … Nuova lietissima … Il topo è in trapola …Gran lezion per lui fù questa).